# Tribulaunhütte (Österreich)
Die Tribulaunhütte, auch Tribulaunhaus oder Gschnitzer Tribulaunhütte genannt, ist eine Schutzhütte der Naturfreunde Österreich (NFÖ). Sie steht südlich oberhalb von Obertal im Gschnitztal in den Stubaier Alpen auf 2064 m ü. A. im österreichischen Tirol.

## Geschichte

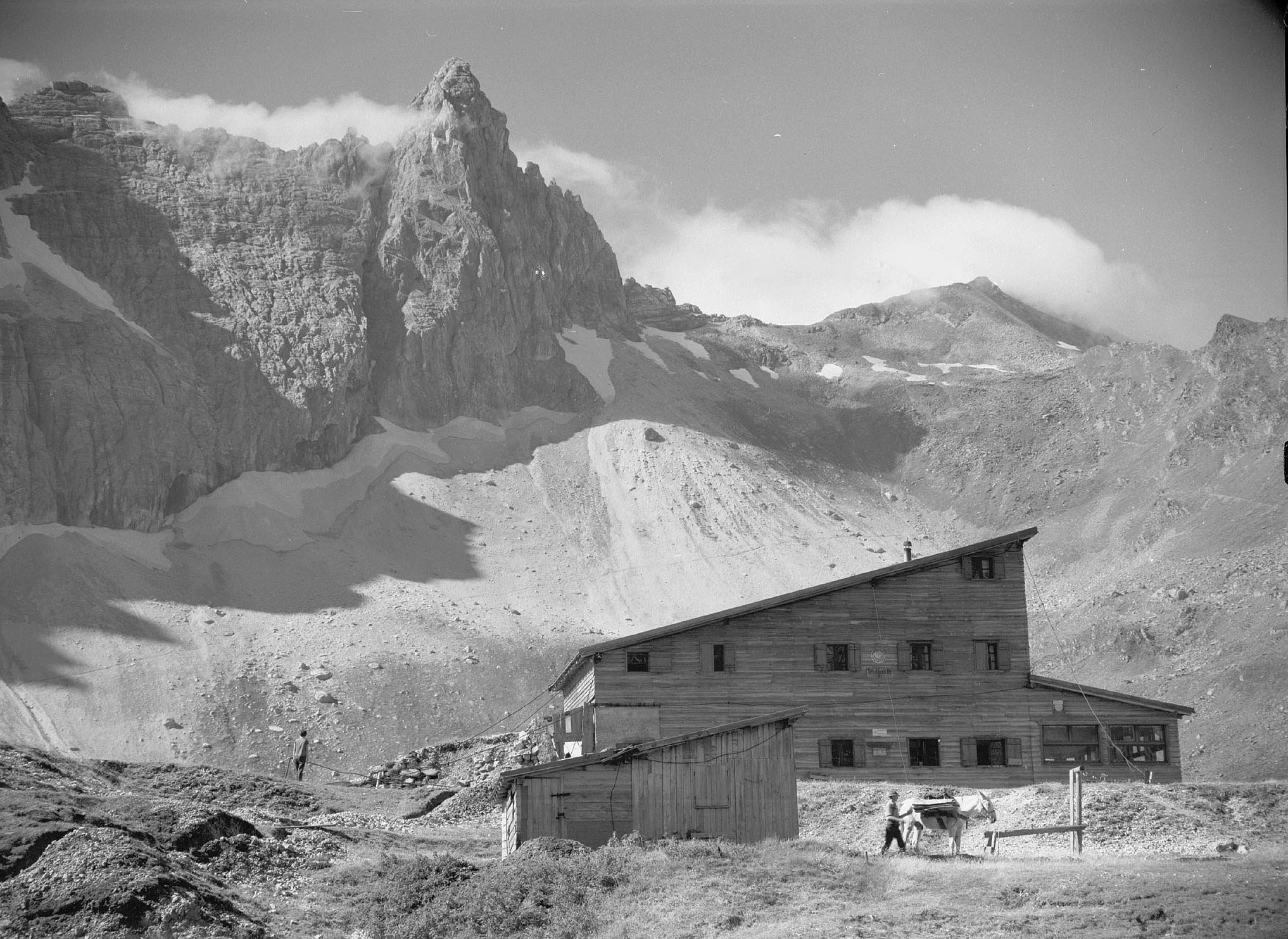
Tribulaunhütte in den 1960er Jahren

Die italienische Tribulaunhütte liegt seit dem Ersten Weltkrieg und dem Vertrag von Saint-Germain auf italienischem Staatsgebiet und war „wegen Passschwierigkeiten“ schwer erreichbar. Aus diesem Grund entstanden Überlegungen zur Errichtung einer Hütte auf österreichischem Gebiet. Eine provisorische Hütte mit 12 Schlafstellen wurde im Jahr 1921 gebaut. Am 13. August 1922 wurde daneben die Tribulaunhütte mit 16 Betten und 12 Matratzenlagern eröffnet. Im Jahr 1927 wurde sie auf 88 Betten und 40 Matratzen ausgebaut. Am 28. Februar 1935 wurde die Schutzhütte von einer Staublawine „direkt weggerissen“. An der Stelle wurde eine neue Hütte gebaut und im August 1936 eröffnet. Diese Hütte wurde im März 1975 abermals von einer Lawine zerstört. Die dritte Tribulaunhütte mit 24 Betten und 36 Matratzen wurde im Jahr 1979 eröffnet. Im Jahr 2014 erfolgte eine Renovierung der Hütte. Zuvor stand auf dem Schild noch Tribulaunhaus, wie es ein Bild von 2011 belegt.

## Zustieg
Der Zustieg zur Hütte kann von Gschnitz aus in 2½ Stunden sowie von Obernberg am Brenner aus in gut 3 Stunden erfolgen. Der Zufahrtsweg von Gschnitz kann mit Mountainbikes befahren werden.

## Übergänge zu anderen Hütten
- Zur Innsbrucker Hütte am Habicht in knapp 5 Stunden,
- zur Bremer Hütte an der Äußeren Wetterspitze in 6 Stunden,
- sowie zur italienischen Tribulaunhütte oberhalb von Innerpflersch in knapp 3 Stunden.

## Gipfel-Besteigungen
- Gschnitzer Tribulaun (2946 m ü. A.)
- Gargglerin (2470 m ü. A.)
- Schwarze Wand (2917 m ü. A.)
- Pflerscher Tribulaun (Kletterrouten bis UIAA VII) (3097 m ü. A.)
- Goldkappl (2793 m ü. A.)
- Kreuzjöchl (2650 m ü. A.)
- Eisenspitze (2674 m ü. A.)

## Tribulaunrennen
Seit 1962 findet jährlich zur Hütteneröffnung Anfang Juni das Tribulaunrennen oberhalb der Hütte statt. Der Riesenslalom wird gemäß ÖSV-Regeln von den Naturfreunden zusammen mit dem Skiclub Gschnitz ausgetragen. Mangels Aufstiegshilfen tragen die Teilnehmer ihre Ski von der Hütte einige Hundert Höhenmeter bis zum Start.

## Karte
- Alpenvereinskarte 1:50.000, Blatt 31/3, Brennerberge